# Магнетофонна ролка
Магнетофонната ролка е специално предназначена макара за навиване в/около нея на магнетофонна лента.
В средата си магнетофонната ролка има отвор посредством който ръчно се прикрепя и съответно сваля към и от магнетофона или магнетофонния дек. Принципът на работа с магнетофонните ролки е идентичен с този при киноролките с кинолентите, като разликата се състои в това, че магнетофонните ленти са предназначени само за звукозапис.